# Muscadelle

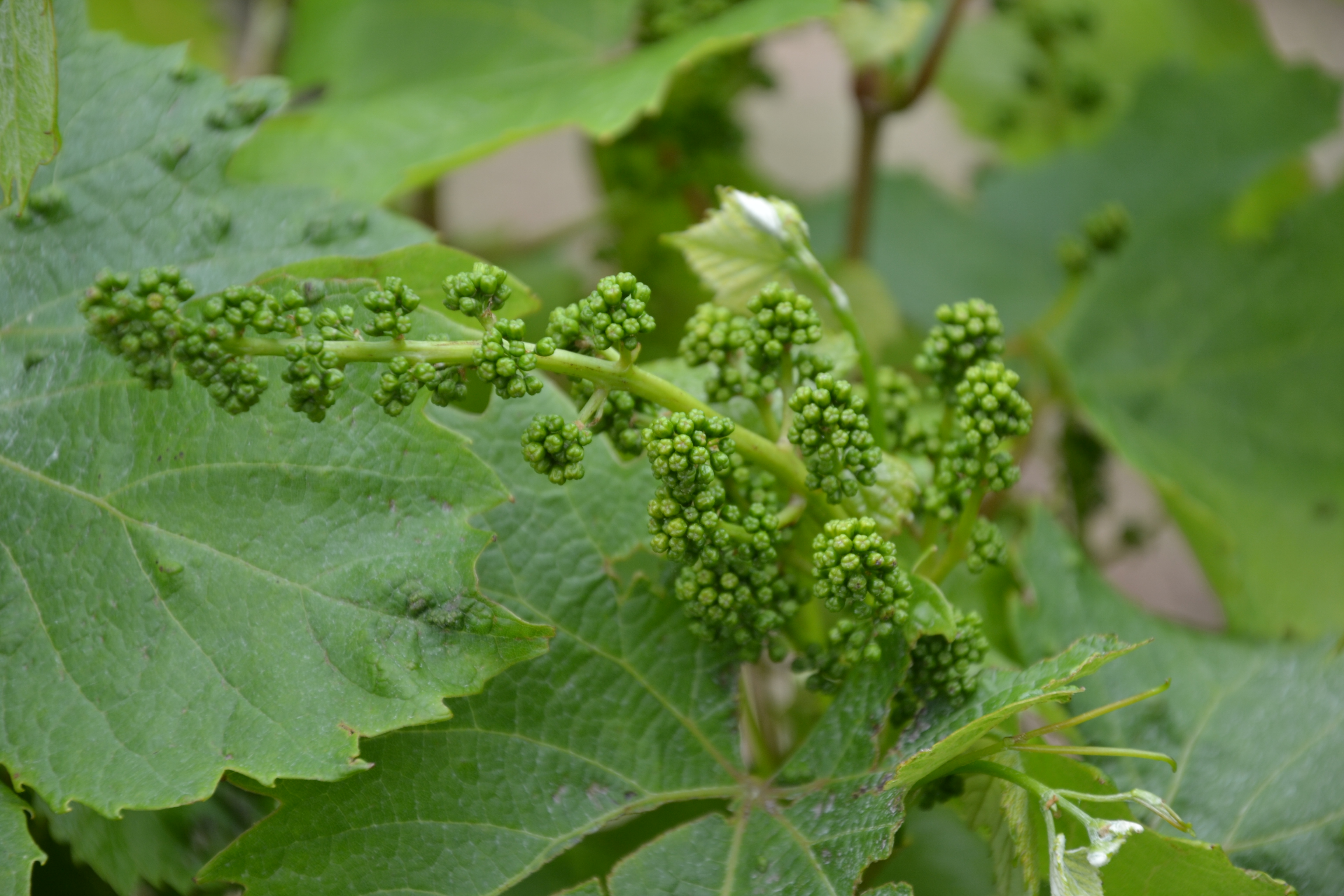
Muscadelle

Muscadelle is een wit druivenras (cépage) dat voornamelijk in de omgeving van Bordeaux en de Bergerac voorkomt, waar het ook vandaan schijnt te komen. 
Men treft het ook aan in andere wijnstreken, zoals Languedoc, Corbières, Côtes de Gascogne  en Roussillon.
In de Bordelais wordt muscadelle gemengd met sauvignon en sémillon om witte wijnen te produceren, zoals pessac-léognan, graves, en de beroemde wijnen van de Sauternes en omstreken.  In  Dordogne leidt dit tot  droge bergeracwijnen, tot lamothe-montravel, saussignac en de niet minder beroemde monbazillac.
Dit cépage produceert krachtige zachte wijnen: 
- licht aromatisch en met een laag zuurgehalte;
- met een discreet aroma van muskaat;
- een van de belangrijkste aroma’s die zich ontwikkelen zijn bloemen van acacia’s.